# Lui/La forza di lasciarti
Lui/La forza di lasciarti è un 45 giri di Rita Pavone, pubblicato nell'aprile del 1965 dalla casa discografica RCA Italiana al numero di catalogo PM 3313 (matrici QKAW 22601/QKAW 22600). Per entrambi i brani, l'accompagnamento è del coro Cantori Moderni del maestro Alessandroni. Questo, come vari altri dischi di Rita, fu prodotto da Teddy Reno.
È uno dei 45 giri più venduti della carriera dell'artista, rimasto molte settimane nella hit parade italiana dei singoli, fino a raggiungere il secondo posto assoluto delle vendite nel 1965. Il grande successo fu dovuto anche al fatto che Lui fu la canzone vincitrice del Cantagiro 1965.

## Tracce
Edizioni RCA Italiana
Lato A
1. Lui – 2:21 (Luis Bacalov - Bruno Zambrini - Franco Migliacci)

Lato B
1. La forza di lasciarti – 2:45 (Andrea Bernabini - Luis Bacalov)

## Lui
Il brano vincitore del Cantagiro 1965 fu uno dei successi maggiori della Pavone; in quell'anno, per la prima volta la kermesse canora itinerante del patron Ezio Radaelli varcò i confini nazionali, toccando città europee come Francoforte, Vienna, Londra e Mosca, e proprio in quest'ultima città, Rita Pavone riscosse un successo notevole, tanto che fu costretta a cantare due volte questo brano (unica volta nella storia della manifestazione), per calmare l'entusiasmo del numeroso pubblico, radunato per l'occasione al Gorkij Park nonostante la pioggia incessante. L'evento, considerando il periodo, rappresentò qualcosa di straordinario per la nazione russa, tanto che ne parlò anche il New York Times con un articolo molto approfondito. Il brano, oltre che sul singolo, è stato inciso sugli album Stasera Rita del 1965 ed È nata una stella, del 1966 ed inserito nelle raccolte Un'indimenticabile Pel di Carota del 1979, Rita Pavone del 1980 e L'album di...Rita Pavone del 1992. Sempre nel 1965, la canzone è stata incisa anche da Nancy Cuomo per l'etichetta KappaO, prima su 45 giri (sul lato B è inciso il brano La finta tonta di Maria Doris) e successivamente inserita nell'album Canzoni per voi del 1966.
Anche il cinema contribuisce ad accrescere il successo di questa canzone: Rita la interpreta anche nel primo dei suoi musicarelli dal titolo Rita, la figlia americana del 1965 (con Totò e Giacomo Furia per la regia di Piero Vivarelli) accompagnata dal complesso The Rokes. Nel film, Rita la dedica a Fabrizio, il giovanotto di cui si innamora, interpretato da Fabrizio Capucci.

## La forza di lasciarti
È un brano scritto da Andrea Bernabini e musicato da Luis Bacalov.
Nonostante sia una canzone musicalmente migliore di Lui, questa intensa ballata non ha avuto lo stesso risultato in classifica (ha raggiunto al massimo il 31º posto della classifica dei singoli) né il medesimo successo discografico di tante altre interpretazioni della Pavone. Deve la sua comunque buona popolarità proprio al fatto di essere stata incisa sul lato B di un singolo di successo come questo. Di questa canzone si ricorda anche l'inquietante assolo di sassofono. È la prima canzone del lato B dell'album Ritorna, una raccolta di 14 brani che ha venduto moltissimo anche in America Latina.